# Wim van Hooff
Wim (Wilhelmus Johannes) van Hooff (Vught, 31 december 1918 - 24 april 2002) was een schilder en kleuradviseur, die een eigen kleurtheorie ontwikkelde en een belangrijke bijdrage leverde aan de architectuur van de Bossche School. Ook heeft hij een groot aandeel gehad bij de restauratie van kerken, woonhuizen en openbare gebouwen, en bij de kleurstelling van steden en dorpen. In het jaar 2000 ontving hij hiervoor de Oeuvreprijs van het Fonds voor Beeldende Kunsten, Vormgeving en Bouwkunst. Van Hooff was van 1948 tot aan zijn dood in 2002 getrouwd met de aquarellist Threes (Theresia Maria) Ahrens.

## Levensloop
Wim van Hooff werkte aanvankelijk in het schildersbedrijf van zijn vader, waar hij zich bekwaamde in het ambacht van schilder en decorateur. Ook ontwikkelde hij hier zijn gevoel voor kleur en een visie op de invloed van kleur op de beleving van architectuur. Hij behaalde diverse vakdiploma’s en volgde lessen aan de Avondacademie voor Industriële Vormgeving in Eindhoven bij onder andere Marius de Leeuw.
Tijdens de oorlog dook hij onder in Berghem waar hij betrokken raakte bij het verzet dat daar geleid werd door kapelaan Piet van Hoeckel. Na zijn arrestatie, in maart 1944, was hij tot april 1945 geïnterneerd in het kamp Mühlberg (Stalag IV-B) bij Dresden. Van het kampleven maakte hij een serie tekeningen en aquarellen die in 2006 in boekvorm gepubliceerd werden. De originelen zijn opgenomen in de collectie van het Rijksmuseum in Amsterdam. Documenten en andere objecten zijn ondergebracht bij het NIOD. 
Vanaf begin van de jaren vijftig maakte Van Hooff naam als adviseur bij de restauratie en het herstel van vele kerken. Van daaruit raakte hij betrokken bij de Bossche School en werd hij bepalend voor het kleurgebruik van architecten als Jan de Jong en Dom Hans van der Laan. Van Hooff werkte daarnaast veel in opdracht van monumentenzorg en paste zijn kleurtheorie ook toe bij de ontwikkeling van nieuwe woonwijken. Voor al dit werk ontving hij in 2000 de Oeuvreprijs van het Fonds voor Beeldende Kunsten, Vormgeving en Bouwkunst. 
Van Hooff was ook actief als aquarellist en tevens spil in het culturele leven van zijn woonplaats Vught, onder andere als medeoprichter van het Vughts Museum en bij de Vughtse Revue. Hij is de auteur van het Vughtse carnavalslied.

## Schilder en kleuradviseur
Tijdens de wederopbouw raakte Van Hooff als schilder en kleuradviseur betrokken bij het herstel en de restauratie van tientallen kerken, openbare gebouwen en woonhuizen. Vooral in de kleurgeving van kerkinterieurs streefde hij naar sereniteit en harmonie. Uitgangspunt daarbij was dat het kleur- en materiaalgebruik de architectuur moest ondersteunen. Een goed voorbeeld hiervan is de Sint Petruskerk in Vught. Bij dit werk ontmoette hij in 1954 professor Frits van der Meer die hem stimuleerde om zijn expertise verder te ontwikkelen.
Ondertussen had hij de architect Jan de Jong leren kennen, die hem introduceerde bij Dom Hans van der Laan en de cursus Kerkelijke Architectuur die gehouden werd in het Kruithuis in Den Bosch. Vanaf dat moment adviseerde Van Hooff alle werken van De Jong (o.a. Heilige Kruisvindingskerk (Odiliapeel), 1960; priorij Emmaus in Maarssen 1964/66; woonhuis De Jong in Schaijk 1962/68; gemeentehuis in Someren 1994) en van Van der Laan (o.a. Abdij Sint-Benedictusberg, Vaals 1960/67 en 1985/86; de abdij van Roosenberg, Waasmunster 1974/75; huis Naalden, Best 1978/79). Ook werkte hij intensief samen met andere architecten van de Bossche School, zoals Nico van der Laan (o.a. het Sint-Janslyceum in Den Bosch 1965; Waterleiding Maatschappij, Den Bosch, 1968), Fons Vermeulen (o.a. Sint Josephkerk (Heelsum) 1960), Gerard Wijnen (o.a. huis P. Buys, Vught 1973; gemeentehuis Oirschot, 1977/81; theater Cuijk 1984) en Frans Ruys (uitbreiding Sint-Paulusabdij in Oosterhout (NB), 1971/86). 
Van Hooffs opvattingen over kleur sloten naadloos aan bij die van Dom Hans van der Laan over architectuur. Deze stimuleerde hem dan ook om zijn ervaringen en ideeën te systematiseren in een universele kleurtheorie. Een essentieel onderdeel van Van Hooffs visie is dat hij drie hoofdgroepen onderscheidt: de architectonische vormen, de meubels en ten slotte toegevoegde zaken als schilderijen, boeken en losse objecten. Elke groep kent zijn eigen wetmatigheden wat betreft tint (de kleursoort), intensiteit (de zuiverheid van de kleur) en helderheid (de hoeveelheid licht die wordt gereflecteerd). Bovendien was hij van oordeel dat kleur de architectuur moest ondersteunen en niet gestandaardiseerd kon worden toegepast. Wat Van Hooff betreft schoot het beperkte kleurgamma dat in de jaren zestig en zeventig op de markt was dan ook te kort. Kleur moest telkens opnieuw in de (architectonische) omgeving worden bepaald. De kleurenschema’s zijn dus steeds specifiek en “op maat gemaakt”, afhankelijk van ruimte, licht, materiaal, glansgraad, kwantiteit en functie. Houten plafonds en meubelen werden van hun materiële karakter ontdaan door het gebruik van innovatieve technieken, zoals het gebruik van Caparol als transparant bindmiddel voor verfpigmenten en het gebruik van op kleur gebrachte lak of beits. Zo ontstond het kenmerkende terughoudende kleurgebruik van de Bossche School in een grote variëteit van grijstinten met kleurrijkere accenten die een samenhangende compositie vormen. 
Van Hooff paste zijn kleurtheorie ook toe in de monumentenzorg en in steden en dorpen. Hij bepaalde het kleurgebruik in de historische kernen van onder meer Ravenstein, Oirschot en Deurne, maar ook in nieuwbouwwijken, zoals de wijk Brandevoort in Helmond waar hij met Herman Mens en Hans van der Laan jr. samenwerkte aan het beeldkwaliteitsplan en richtlijnen gaf voor het kleur- en materiaalgebruik van alle gevels, houtwerk en daken. 
Ook paste hij ambachtelijke schilder- en glaceertechnieken toe in twee-dimensionaal decoratief schilderwerk dat aanvankelijk onder grote invloed stond van Marius de Leeuw. Later kreeg het decoratiewerk abstractere dimensies. Hij decoreerde onder andere tabernakels en doopvonten (kerken van Jan de Jong in Almelo en Uden, en van Pieter Dijkema in Boskoop), kasten, deuren en kamerschermen (Gemeentehuizen van Budel en Someren, architect Jan de Jong), klokken en wandpanelen (o.a. GGD gebouw Geldrop Mierlo en Gemeentehuis Oirschot, architect Gerard Wijnen). In zijn vrije tijd aquarelleerde hij, waarbij dezelfde ontwikkeling naar abstractie te zien is. Naast zijn werk als kleuradviseur doceerde Van Hooff aan de Schildersschool Sint Lucas in Boxtel.

## Vughtenaar
Van Hooff was een bekend figuur in het Vughtse sociaal-culturele leven. Hij was van 1954 tot 1986 een van de leidende figuren van de Vughtse Revues, was lid van het Oranje-comité en voorzitter van de jury van de carnavalsoptochten. In 1971 schreef hij de tekst en de muziek van het Vughtse carnavalslied “Hij kèkt ‘k weet zeker dè tie kèkt”. 
In 1973 stichtte hij samen met onder anderen Ton Frenken, Flip Rutten, Pieter Grips, Mia Remmers en Ben de Jongh de Vughtse Oudheidkamer (nu het Vughts Museum in Ontmoetingscentrum DePetrus, waar het schildersatelier van zijn vader Th. van Hooff te zien is). Het behoud van het karakteristieke dorpsgezicht lag hem na aan het hart en in de commissies voor monumenten en planologie streed hij voor het behoud van historische gebouwen en structuren.
Als actief lid van het Gilde Sint Barbara en Sint Sebastiaan ontwierp hij, na lange studie, een nieuw gildevaandel.
Als erkenning voor zijn bijdrage aan de gemeenschap kreeg hij in 1986 de erepenning in zilver van de Gemeente Vught en in 1996 werd hij koninklijk onderscheiden. Kort na de oorlog was hij, vanwege zijn aandeel in het verzet, al tot ereburger van Berghem benoemd.

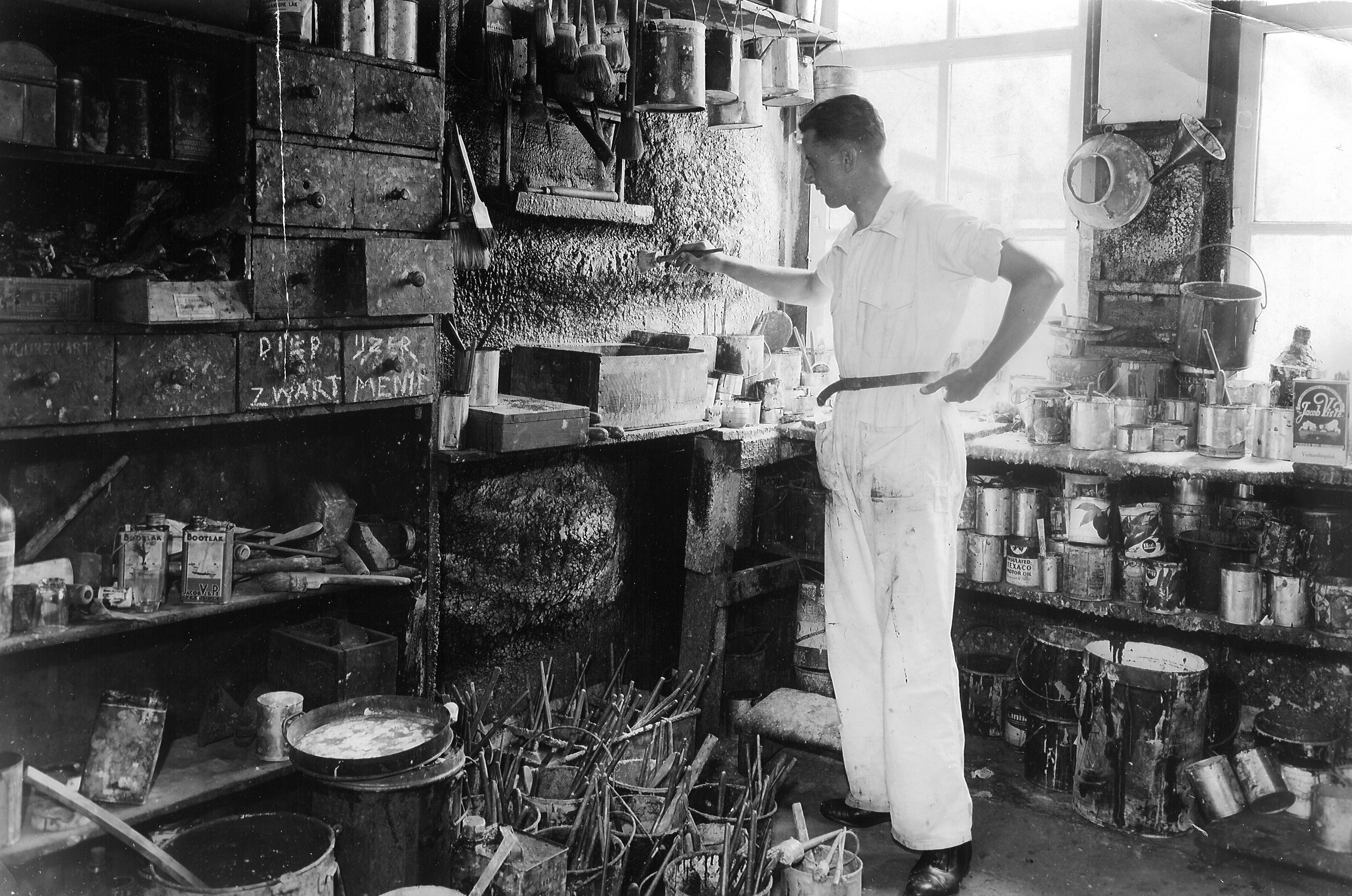
Wim van Hooff in de schilderswerkplaats
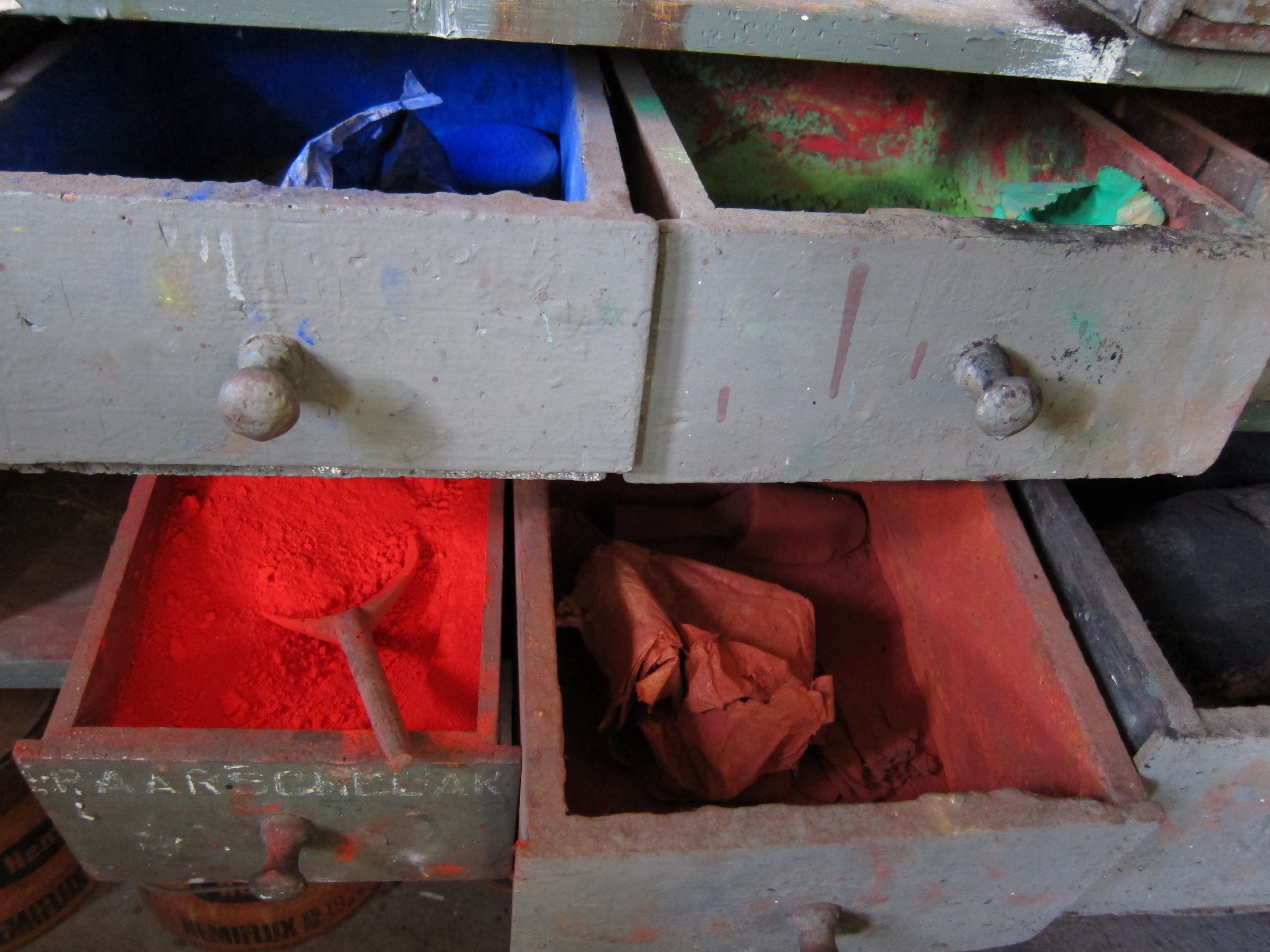
Verfpigmenten in werkplaats van Th. van Hooff
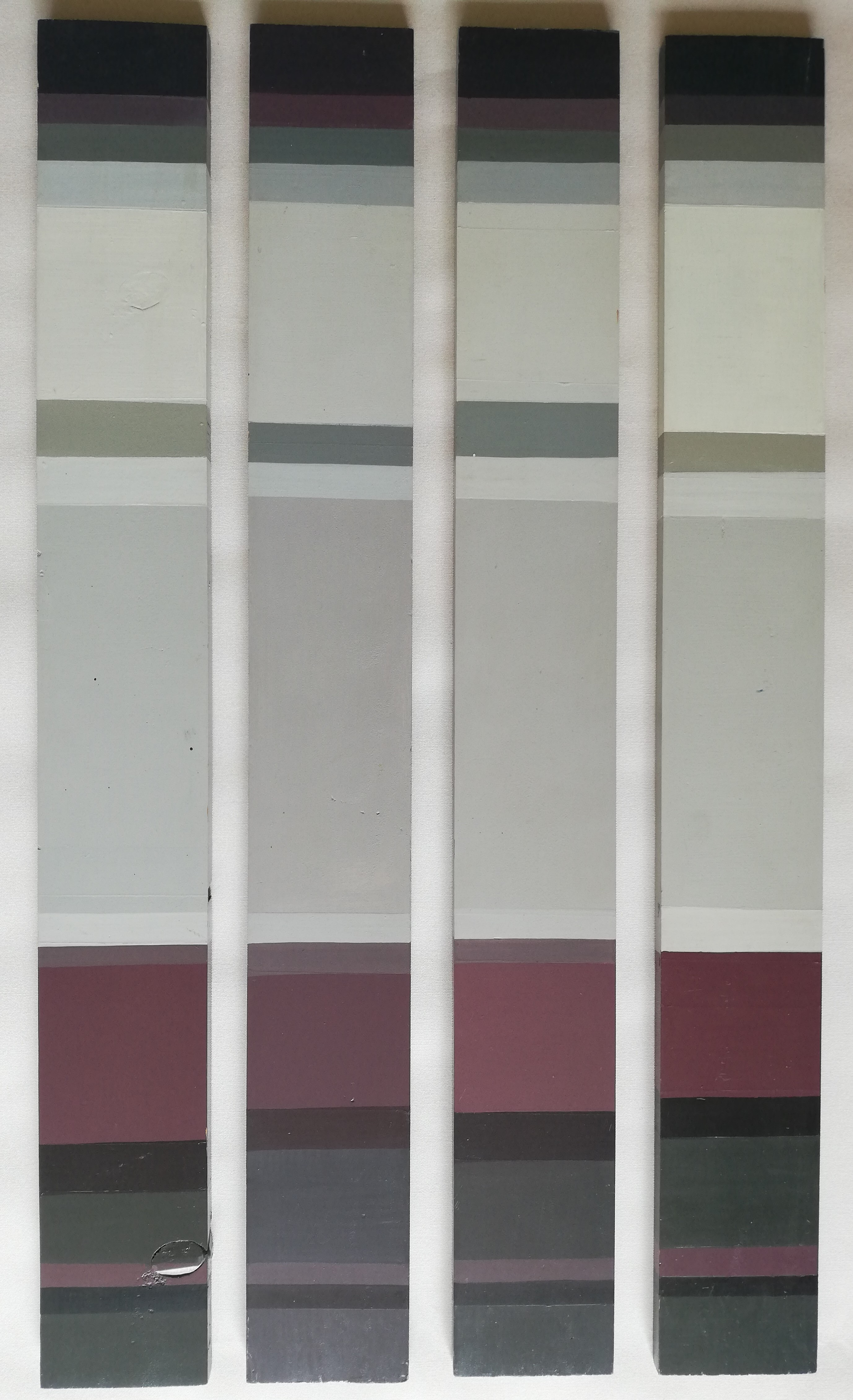
Kleurstudies Wim van Hooff
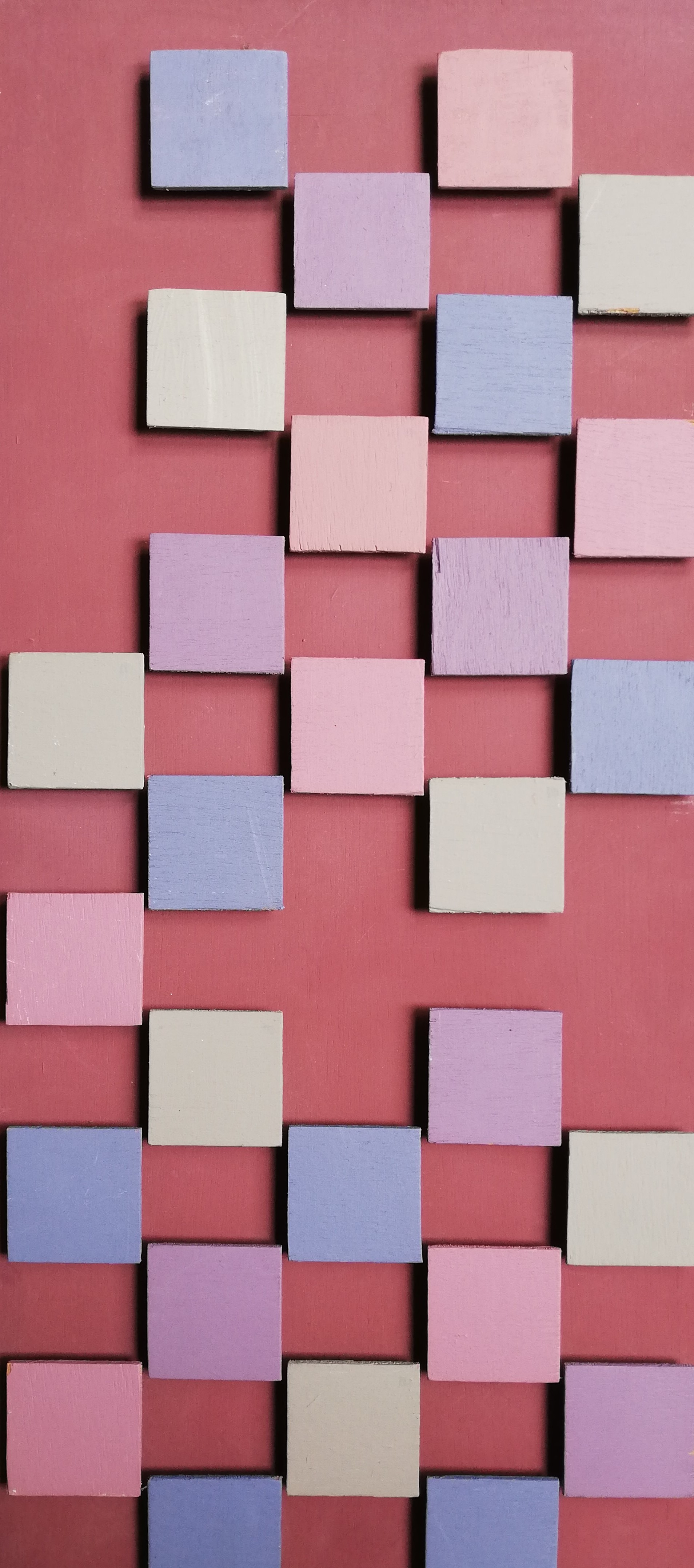
Kleurstudie theater Cuyck - architect Wijnen en Senders, 1984
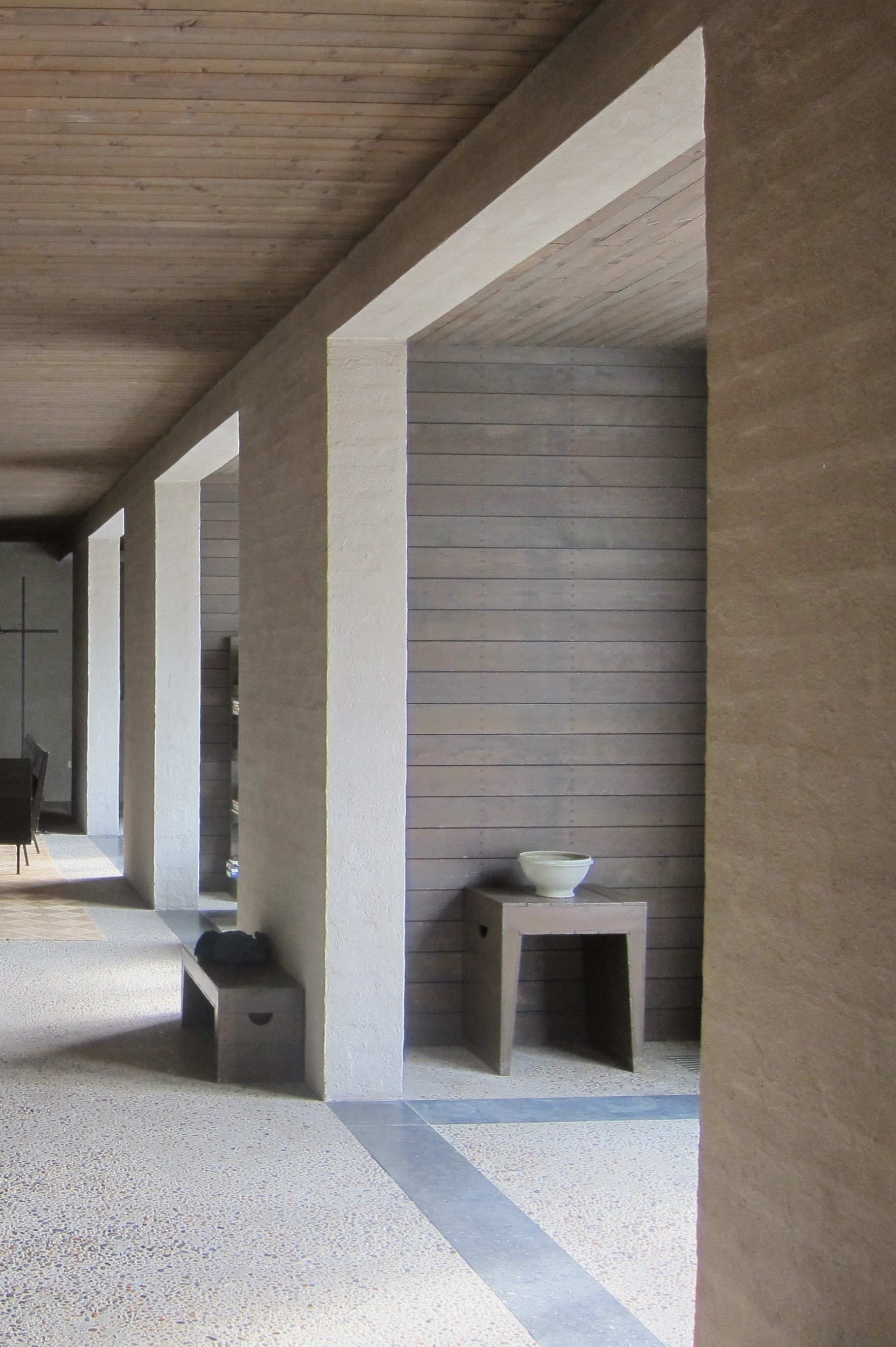
Woonkamer Jan de Jonghuis
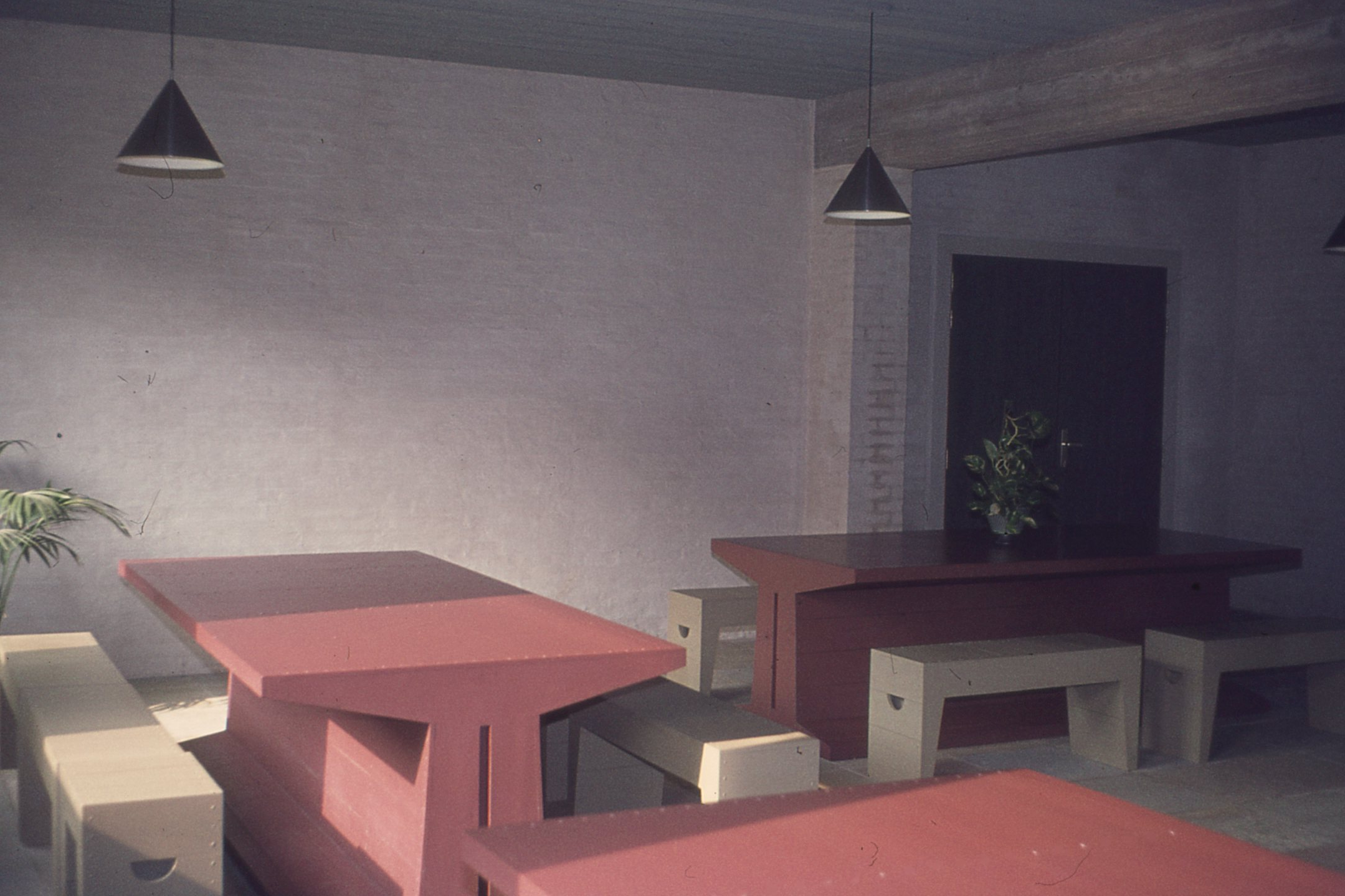
Waasmunster interieur
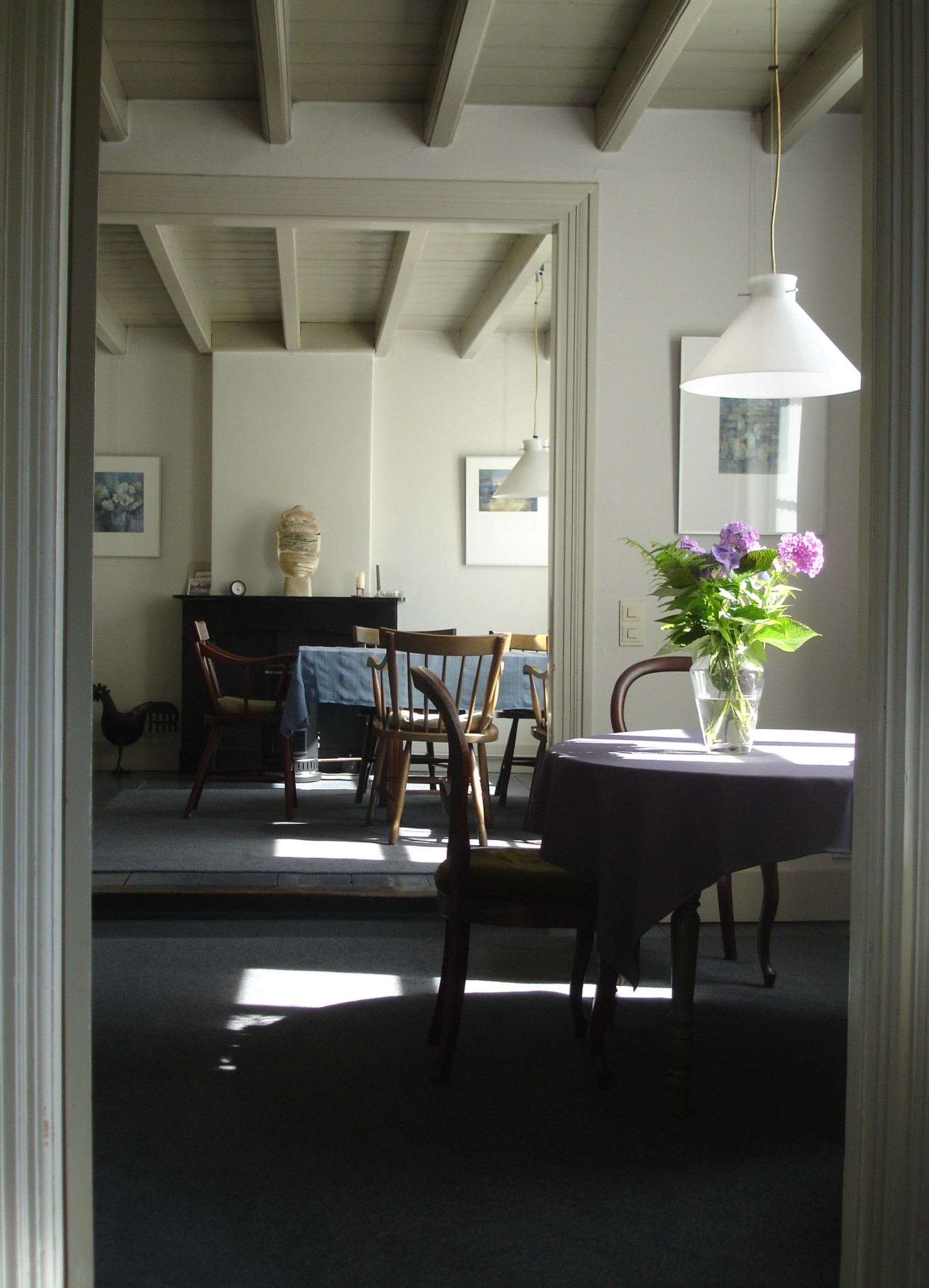
Interieur eigen woning Wim van Hooff
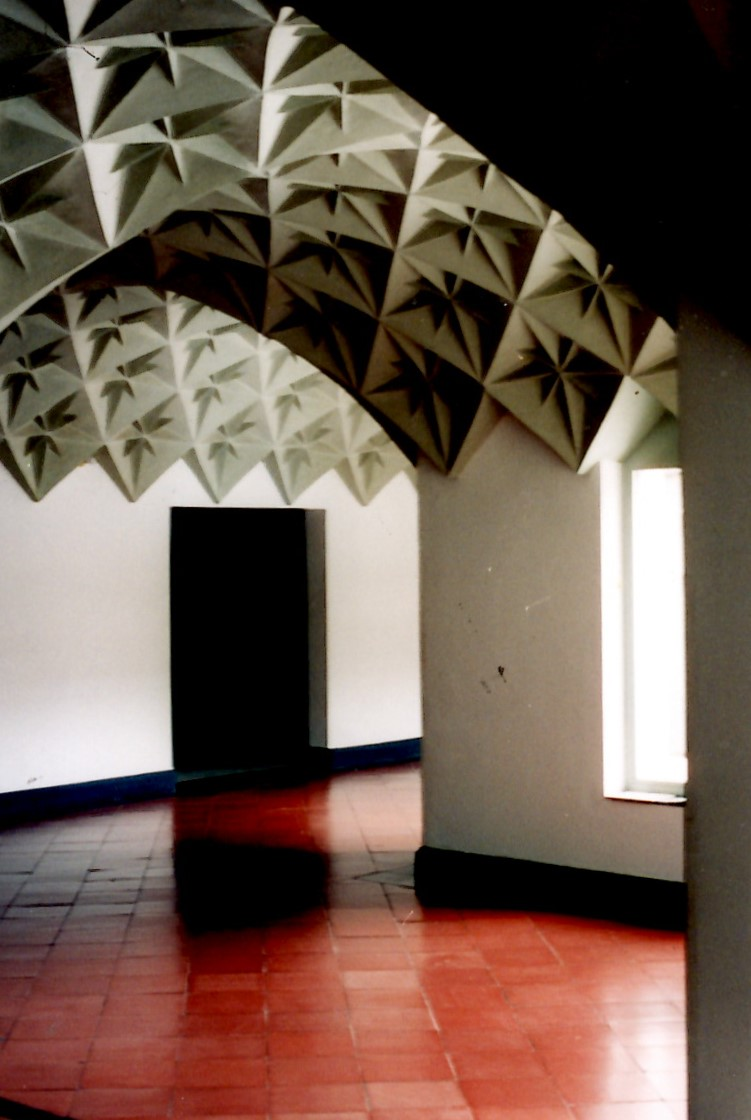
Interieur Abdij Lemiers Vaals
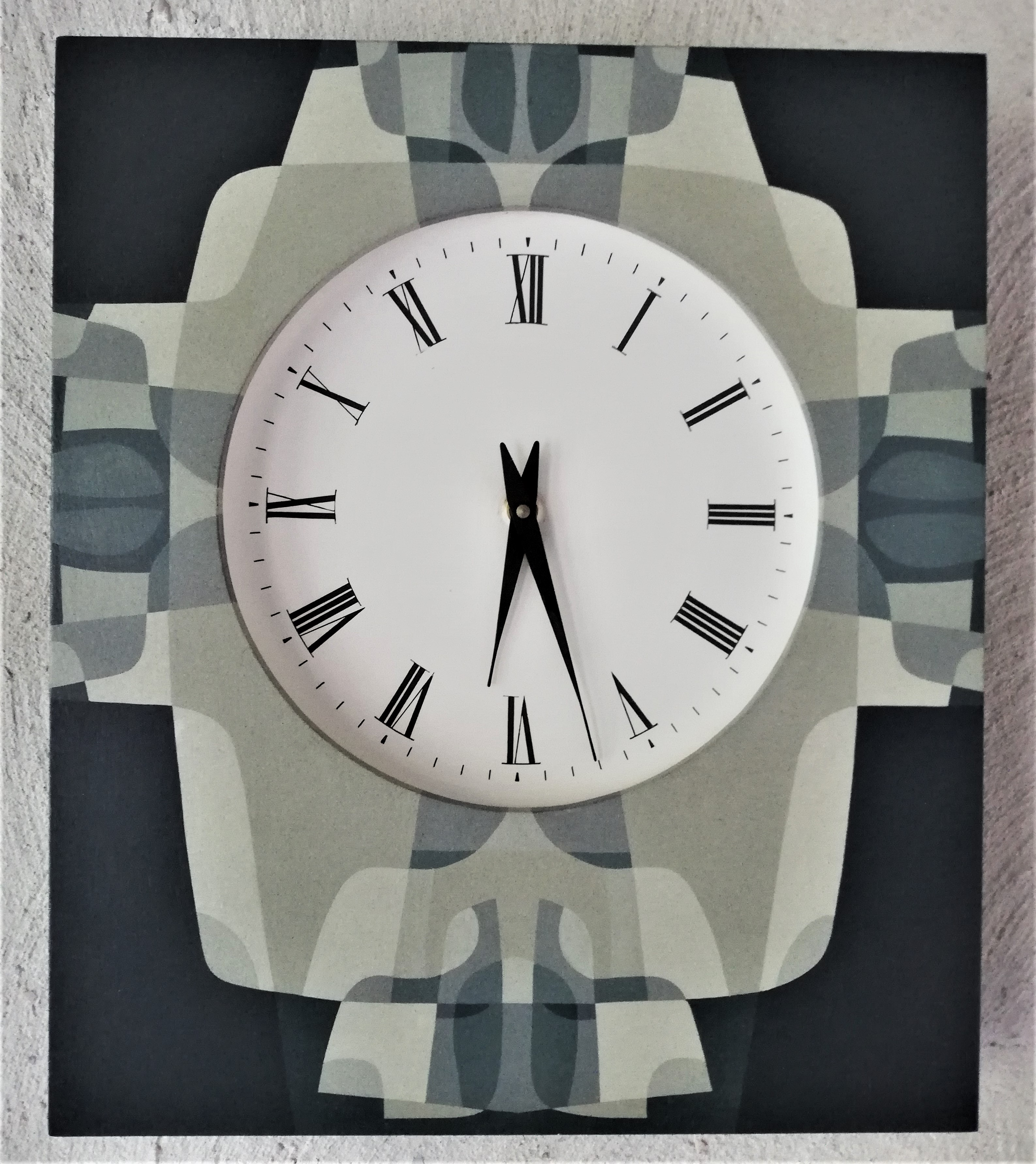
Klok gedecoreerd door Wim van Hooff
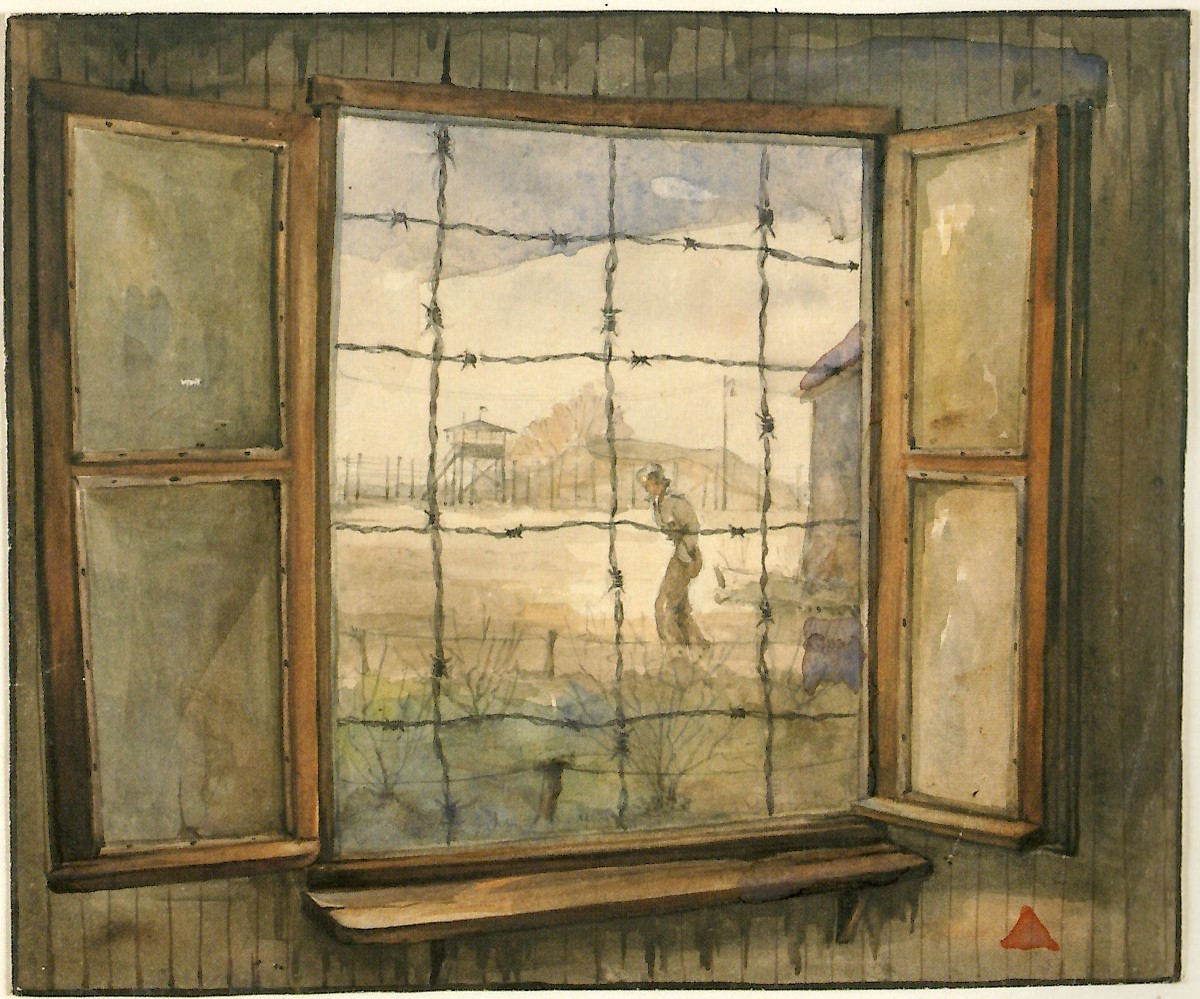
Muhlberg, Dresden 1944 (Stalag IV-B)
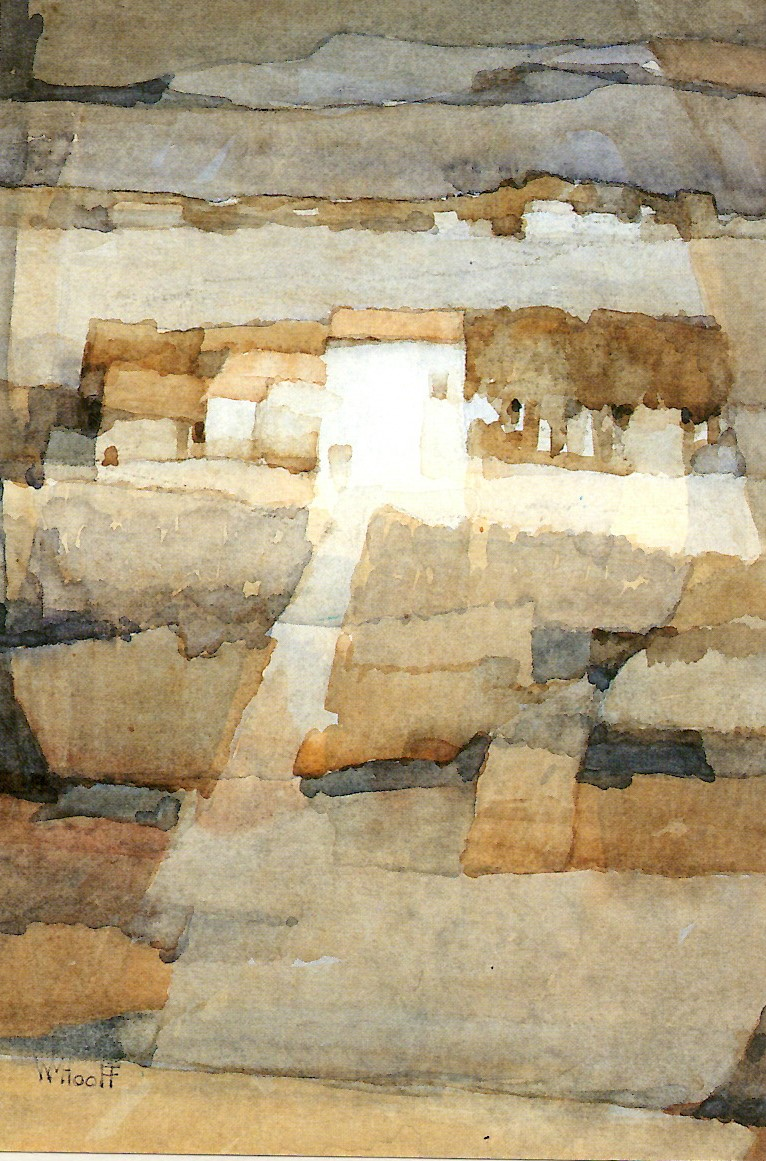
Frans landschap, aquarel Wim van Hooff

## Lijst van werken
Een selectie van werken is opgenomen in "Bonte grijzen, de kleuren van Wim van Hooff en de Bossche School" van Herman van Hooff e.a. (2022) en de monografie " Wim van Hooff, Vakman, Polychromeur Kleur en architectuur" van Hilde de Haan en Ids Haagsma (2000).